# Okręgowe rozgrywki w piłce nożnej woj. rzeszowskiego (1959)
Okręgowe rozgrywki w piłce nożnej woj. rzeszowskiego w sezonie 1959.

## Klasa A

### Grupa Północna
- Od 1957 do 1960 w rozgrywkach ligowych uczestniczył zespół RKS Sanoczanka, powstały w wyniku fuzji KS Górnik Sanoczanka Sanok i ZKS Stal Sanok.
- Do wyższej klasy ligowej (III ligi 1960) awansowali triumfatorzy z obu grup[1][2].
- Już po zakończeniu sezonu poinformowano, że wskutek nieuzyskania awansu do II ligi przez mistrza III ligi okręgowej rzeszowskiej w sezonie 1959, drużynę Stali Stalowa Wola, oraz z uwagi na pomniejszenie składu uczestników klasy A z 30 w sezonie 1959 do 24 w sezonie 1960, konieczne było rozegranie dodatkowego meczu eliminacyjnego pomiędzy zespołami z miejsc 10 w obu grupach klasy A w sezonie 1959 - w rozegranym w Jarosławiu spotkaniu Polonia Ib Przemyśl pokonała Sanovię Lesko 1:0[3]. W powyższej tabeli, opublikowanej pierwotnie na koniec sezonu, Polonia Ib Przemyśl była sklasyfikowana na 11 miejscu z 26 punktami, natomiast wyprzedzający ją Włókniarz Rakszawa na 10 miejscu posiadał 25 punkty. W sezonie klasy A 1960 Włókniarz Rakszawa już nie występował, więc przypuszczalnie tabela ligowa została w międzyczasie zweryfikowana i drużyna Polonii Ib Przemyśl została przesunięta na 10 miejsce, a Włókniarz Rakszawa na 11 pozycję.